# Minnesota Marine Art Museum

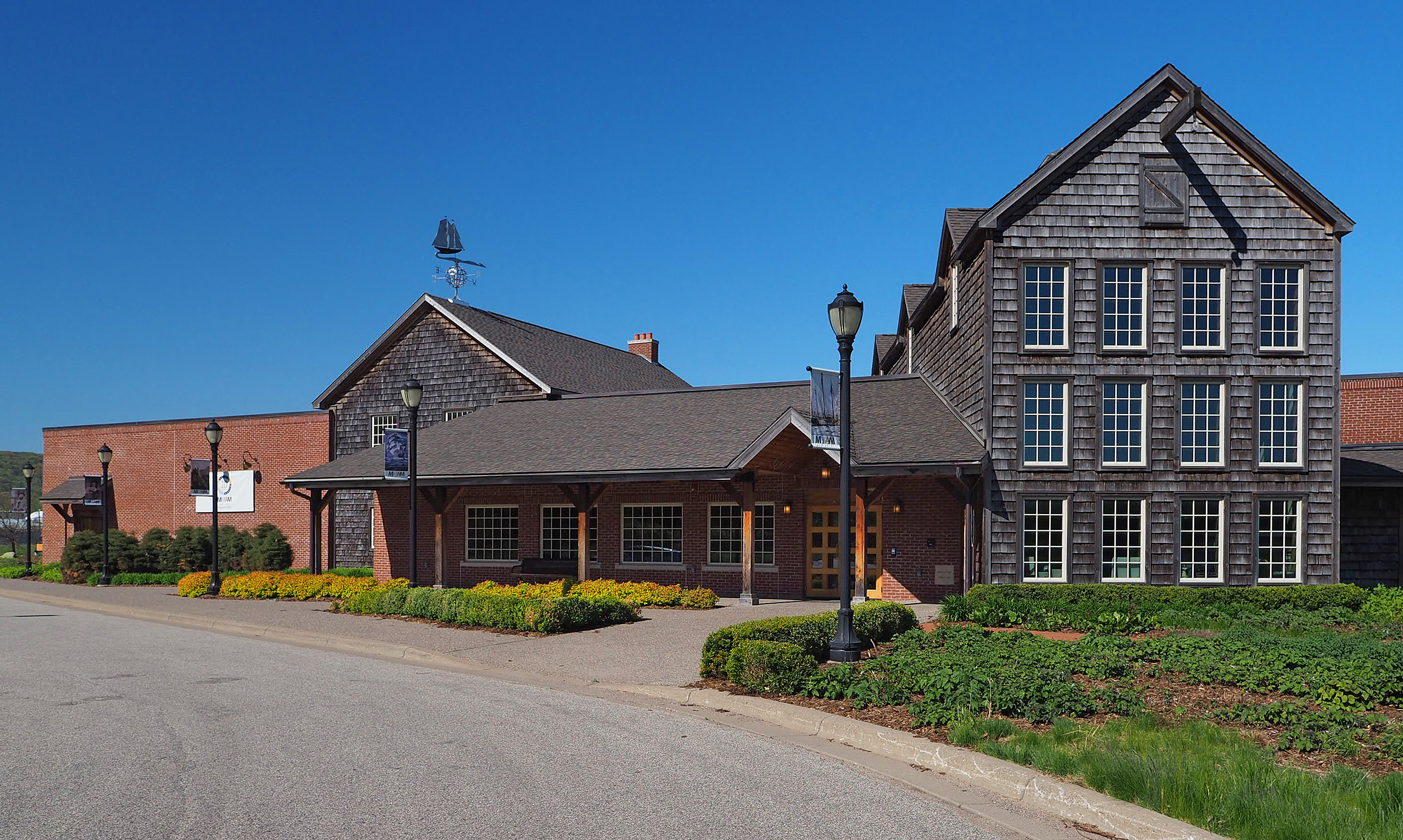
Eingangsbereich des Minnesota Marine Art Museum

Das Minnesota Marine Art Museum (kurz MMAM) ist ein Kunstmuseum in Winona im US-Bundesstaat Minnesota. Das 2006 gegründete Museum zeigt als Schwerpunkt Marinemalerei des 19. und 20. Jahrhunderts aus den Vereinigten Staaten und Europa.

## Geschichte
Das Minnesota Marine Art Museum geht zurück auf die Initiative von Bob Kierlen, Mitbegründer des in Winona ansässigen Unternehmens Fastenal, und seine Frau Mary Burrichter. Das Paar ließ das Museum am Riverview Drive am Ufer des Mississippi River im Industriehafengebiet von Winona errichten. Bei seiner Eröffnung am 27. Juli 2006 gab es zunächst drei Ausstellungsräume, die durch weitere Anbauten auf inzwischen sechs Galerieräume erweitert wurden. Das Museum ist von einem angelegten Garten mit zahlreichen Pflanzen umgeben.

## Sammlung
Kern der Sammlung des Museums sind Werke der Marinemalerei, maritime Volkskunst, Fotografien und Antiquitäten mit Bezug zur Seefahrt. Darüber hinaus haben die Museumsgründer Mary Burrichter und Bob Kierlen Werke aus ihrer Privatsammlung dem Museum als Dauerleihgabe überlassen, die einen besonderen Bezug zum Thema Wasser haben. Hierzu gehören Arbeiten zahlreicher namhafter Künstler.

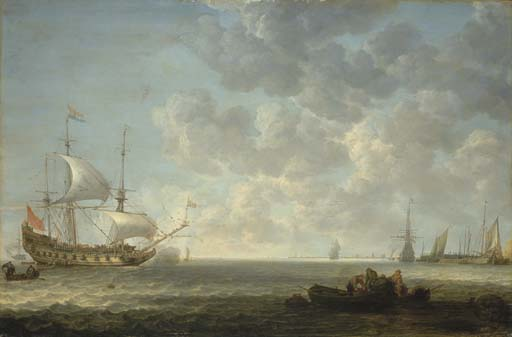
Simon de Vlieger: Küstenlandschaft mit niederländischen Fregatten, 1647–1648

Ein Beispiel der frühen Marinemalerei im Museum ist das Barockgemälde Küstenlandschaft mit niederländischen Fregatten von Simon de Vlieger. Daneben finden sich Seestücke des 19. Jahrhunderts von britischen Malern wie Edward William Cooke, James E. Buttersworth und Robert Salmon oder amerikanischen Malern wie William Frederick de Haas und William Bradford. Hinzu kommen einzelne Werke des 20. Jahrhunderts wie das 1961 entstandene Bild East Ironbound Winter des kanadischen Künstlers Jack L. Gray oder das der klassischen Marinemalerei verbundene, aber erst 2005 entstandene Werk Ariel and Taeping, Racing Along the White Cliffs des niederländischen Künstlers Maarten Platje. Ergänzt wird dieser Sammlungsteil beispielsweise durch ein Bildnis von Lord Nelson des englischen Porträtmalers Samuel Lane.

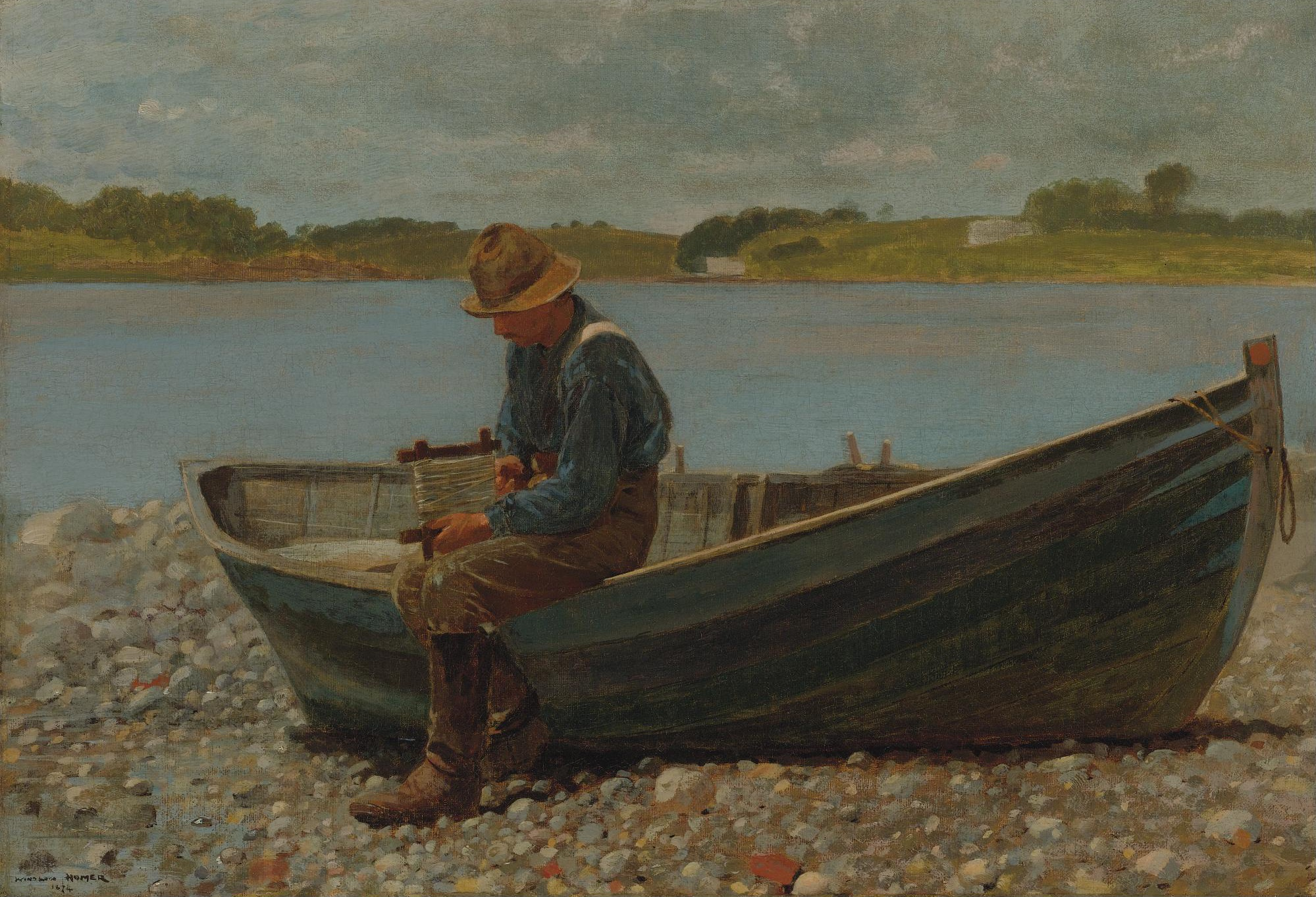
Winslow Homer – Winding Line, 1874

Amerikanische Werke des 19. Jahrhunderts sind in der ständigen Ausstellung besonders umfangreich vertreten. Hierzu gehören Arbeiten der Hudson River School mit Landschaftsbildern wie A View of Boston von Thomas Cole, Sunrise von Albert Bierstadt, A Pool in the Adirondacks von Arthur Parton, Alpine Lake Scene von Hermann Ottomar Herzog, At Newport von John Frederick Kensett, Near Southampton von Thomas Moran, The Great Florida Sunset von Martin Johnson Heade und Mount Orford von Robert S. Duncanson. Weitere amerikanische Werke des 19. Jahrhunderts sind die Tierdarstellung White-Headed Eagle von John James Audubon und eine Version des Historienbildes Washington Crossing the Delaware des Deutsch-Amerikaners Emanuel Leutze. Als Vertreter des Realismus ist Winslow Homer mit dem Gemälde Winding Line von 1874 im Museum zu sehen. Hinzu kommen Werke des amerikanischen Impressionismus wie das Neuenglandmotiv The Harbor von Childe Hassam, die Gartenszene Correspondence von Theodore Robinson und das Mädchenporträt Françoise in Round Back Chair Reading von Mary Cassatt

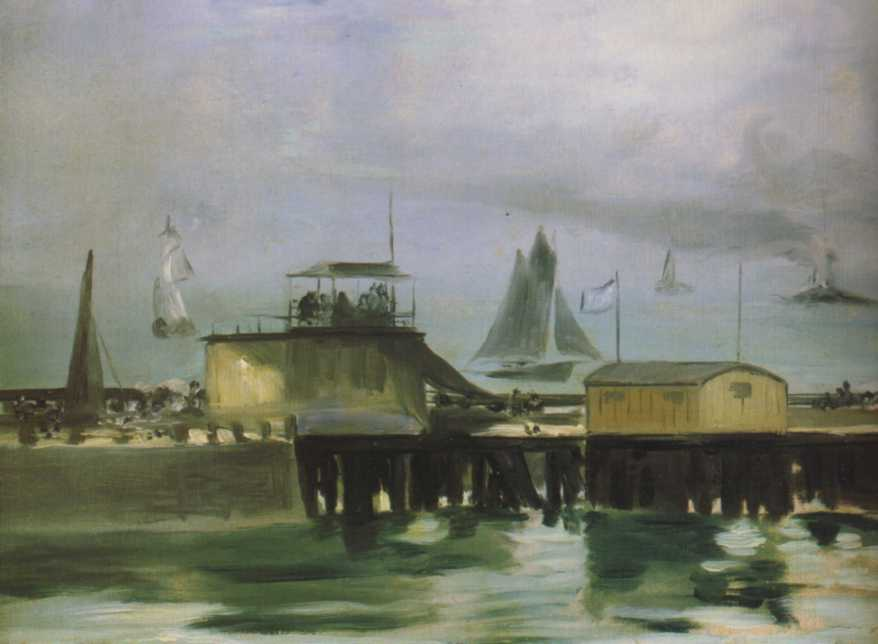
Édouard Manet: La Jetée de Boulogne, 1868

Im Museum gibt es zudem eine Reihe von Werken der europäischen Malerei des 19. Jahrhunderts. Hierzu gehören vor allem Arbeiten französischer Künstler wie die Flusslandschaft Brûme Matinale au Marais von Jean-Baptiste Camille Corot oder das Bauernbildnis Paysan répandant du fumier von Jean-François Millet. Darüber hinaus gibt es Bilder der französischen Impressionisten wie die Hafenansicht La Jetée de Boulogne von Édouard Manet, die Reiterstudie Les Entraîneurs von Edgar Degas, das mythologische Landschaftsbild La Fête de Pan und die Flusslandschaften La Seine à Vétheuil von Claude Monet, Rosbras von Berthe Morisot und Les Andelys, L’île à Lucas von Paul Signac. Eine Flusslandschaft findet sich zudem als Hintergrund des Stilllebens Nature Morte aux Oignons von Paul Gauguin. Von dem Niederländer Vincent van Gogh gibt es im Museum ein zum Frühwerk gehörendes Motiv Strand von Scheveningen bei Windstille. Beispiele britischer Malerei sind das Aquarell Heidelberg with a Rainbow von William Turner und das Gemälde Howth Head, near Dublin von James McNeill Whistler.
Zu den Werken des 20. Jahrhunderts im Museum gehören Bilder amerikanischer Künstler wie das Neuenglandmotiv Paradise Point, Newport von George Bellows und die Landschaftsbilder Autumn Cascade von Marsden Hartley und Crepescule von Maurice Prendergast. Hinzu kommen die Motive Lake George, Autumn von Georgia O’Keeffe, Little Caldwell’s Island von Andrew Wyeth und Two Boats and Sea, Cape Split, Maine von John Marin. Zur europäischen Malerei des 20. Jahrhunderts im Museum gehören beispielsweise die Werke Rapallo, Boote von Wassily Kandinsky, das Bodenseemotiv Frühling auf der Höri mit Blick auf Steckborn von Otto Dix, das Frauenbildnis Interiéur a Nice, Femme Assise avec un Livre von Henri Matisse, das zum gegenständlichen Frühwerk gehörende Zwei Baumsilhouetten am Fluss von Piet Mondrian und Arles, die Arena mit der Rhone im Hintergrund von Pablo Picasso.
Darüber hinaus gibt es im Museum Werke zeitgenössischer Künstler wie The Warning von Jamie Wyeth oder Aorta von Leo und Marilyn Smith. Hinzu kommen Fotografien wie Grand Tetons and the Snake River von Ansel Adams oder Arbeiten der Fotografen Cameron Glendenning, Stuart Klipper, Craig Blacklock und Drake Hokanson.